# The Mistress of Shenstone
The Mistress of Shenstone is een Amerikaanse dramafilm uit 1921 onder regie van Henry King.

## Verhaal
Myra Ingleby krijgt te horen dat haar man gestorven is aan het front. Ze trekt zich in rouw terug aan de kust van Cornwall. Daar maakt ze kennis met Jim Airth. Ze krijgen verkering, maar ze gaan uit elkaar, als Myra ontdekt dat hij verantwoordelijk is voor de dood van haar man. Later besluit ze dat ze niet zonder Jim kan leven.

## Rolverdeling
| Acteur              | Personage           |
| ------------------- | ------------------- |
| Pauline Frederick   | Myra Ingleby        |
| Roy Stewart         | Jim Airth           |
| Emmett King         | Deryck Brand        |
| Arthur Clayton      | Ronald Ingram       |
| John Willink        | Billy Catchcart     |
| Helen Wright        | Margaret O'Mara     |
| Rosa Gore           | Amelia Murgatroyd   |
| Helen Muir          | Eliza Murgatroyd    |
| Lydia Yeamans Titus | Susannah Murgatroyd |